# Lúcio Kowarick
Lúcio Félix Frederico Kowarick (1938 - São Paulo, 24 de agosto de 2020) foi um cientista político brasileiro. Foi professor da Universidade de São Paulo. Seu trabalho versa principalmente sobre questão urbana e movimentos sociais.
Graduado em Ciências Sociais pela Escola Livre de Sociologia e Política de São Paulo em 1961, mestre em Ciências Sociais (Diplôme d´Études Approfondès, 1967) e doutor em Sociologia pela FFLCH-USP (1973). Professor titular do Departamento de Ciência Política da FFLCH-USP desde 1970, participou da equipe do Centro Brasileiro de Análise e Planejamento (CEBRAP), tendo sido professor visitante em diversas instituições pelo mundo.
Seu livro "A espoliação urbana", editado pela editora brasileira Paz e Terra em 1979, é um clássico da Sociologia Urbana marxista na América Latina, evidenciando empiricamente e construindo conceitualmente a ideia de uma urbanização baseada na hiperexploração da força de trabalho precarizada, da chamada "urbanização de baixos salários", assente em expedientes juridicamente irregulares de acesso à terra, formas subalternizadas de inserção no mundo do trabalho, deficiências no atendimento aos direitos sociais e à cidadania, caracterizando a expressão clássica da "favela como estratégia de sobrevivência". 
1. ↑  «Nota de pesar sobre o falecimento de Lúcio Kowarick – CEBRAP». cebrap.org.br. Consultado em 25 de agosto de 2020
2. ↑  Barreira, Irlys Alencar Firmo (fevereiro de 2010). «Cidade, atores e processos sociais: o legado sociológico de Lúcio Kowarick». Revista Brasileira de Ciências Sociais. 25 (72): 149–159. ISSN 0102-6909. doi:10.1590/S0102-69092010000100011. Consultado em 8 de julho de 2017. Arquivado do original em 20 de dezembro de 2010
3. ↑  Trindade, Thiago Aparecido; Ferro, Maria Caroli Tiraboschi (2011). «Vulnerabilidade e (Sub)Cidadania na sociedade brasileira – Entrevista com Lúcio Kowarick». Idéias. 2 (2 (3)). ISSN 2179-5525
4. ↑  «Editora 34». www.editora34.com.br. Consultado em 6 de abril de 2024
5. ↑  Cotidiano, UOL (26 de agosto de 2020). «UOL Cotidiano». www.uol.com.br. Consultado em 4 de abril de 2024. Cópia arquivada em 4 de abril de 2024

Em 2010, recebeu o Prêmio Jabuti na categoria "Ciências Humanas" por seu livro Viver em Risco. É também autor de A espoliação urbana (1983) e Escritos Urbanos (2000).